# Sadellyckospindel
Sadellyckospindel (Agyneta conigera) är en spindelart som först beskrevs av O. Pickard-Cambridge 1863.  Sadellyckospindel ingår i släktet Agyneta och familjen täckvävarspindlar. Arten är reproducerande i Sverige. Inga underarter finns listade i Catalogue of Life.